# Kofi Karikari
Kofi Karikari (1837 - 1884) ,, est le dixième Asantehene de l'Empire ashanti et petit-neveu de Kwaku Dua I, dont la mort subite en avril 1867 déclenche des conflits internes au sujet de la succession. Kofi Karikari est choisi par une majorité électorale, régnant du 28 mai 1867 jusqu'à son abdication forcée le 26 octobre 1874. Karikari est le fils de l'Asantehemaa Afua Kobi. 
Il est âgé de 30 ans lorsqu'il accède au trône. Son intronisation s'effectue de façon mouvementée. En effet, à la mort de Kwaku Dua, l'héritier désigné, Agyeman Kofi, est inéligible car trop jeune. L'Akyempemhene (chef d'Akyem) Owuso Koko fait arrêter l'Asantehemaa Afua Kobi et ses fils et leur demande de refuser la succession. Cependant, les membres du Conseil de Kumasi les libèrent et jugent Owusu Koko pour conspiration.
Kofi Karikari n'appartient à aucune des maisons dynastiques d'Osei Tutu Ier ou Opoku Ware Ier initialement prévue par la constitution ashanti pour accéder au trône. Bien qu'il ne soit pas considéré comme un usurpateur, la tradition Ashanti lui attribue à lui et son frère Mensa Bonsu la responsabilité de la déchéance de l'Empire.
Durant son règne, la rivalité entre les chefs de Kumasi et les États confédérés explose. Juaben et l'Adansi font sécession avec le soutien des Britanniques qui minent toute tentative de restauration de l'Empire. Pour tenter de préserver une stabilité interne, Kofi Karikari donne beaucoup d'or lorsqu'il traverse des villes avec sa suite. Ces largesses ruinent progressivement l'Empire.
Le 3 février 1874, l'armée britannique met à sac Kumasi, détruit les différents palais ainsi que le mausolée royal de Bantama. Un incendie ravage la ville. 
Une réalisation notable de Karikari est la négligence intentionnelle des forces armées, une mesure prise pour éviter l'escalade de la guerre. Un trophée en forme de tête, appartenant à Karikai, se trouve à la Wallace Collection à Londres, acquis par Sir Richard Wallace en mai 1874 pour 500 £.
Face à cette défaite sans précédente, la politique interne de l'Empire prend des mesures. L'asantehemaa Afua Kobi et le Bantamahene (gardien de Bantama) entament une procédure de destitution qui obtient le soutien de la majorité des chefs de Kumasi. Kofi Karikari est convoqué le 21 octobre 1874 devant le conseil afin de répondre des accusations de négligence. En réponse à cela, il menace de faire explorer ce qu'il reste du palais ainsi que le sika dwa kofi avec des barils de poudre avant de finalement renoncer à son projet et accepter l'abdication et l'exil forcé, accompagné de soixante de ses femmes.
Son frère, Mensa Bonsu, lui succède alors. 